# فرودگاه سکات ولی
فرودگاه سکات ولی (به انگلیسی: Scott Valley Airport) یک فرودگاه همگانی است که یک باند فرود آسفالت دارد و طول باند آن ۱۱۲۸ متر است. این فرودگاه در کشور ایالات متحده آمریکا قرار دارد و در ارتفاع ۸۳۱٫۵ متری از سطح دریا واقع شده است.